# Aristide Bruant

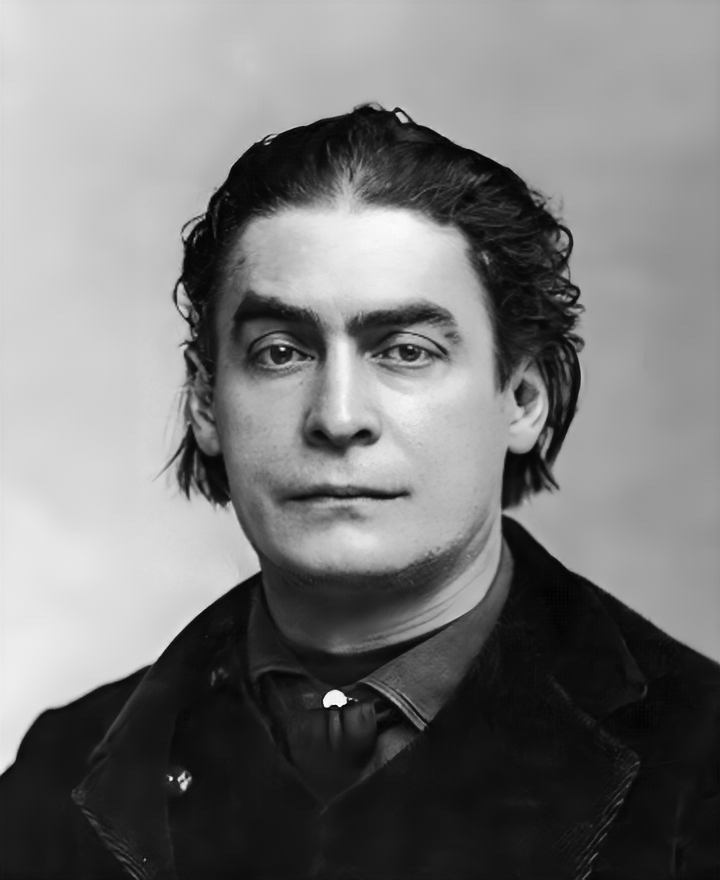
Aristide Bruant.

Louis Armand Aristide Bruant, más conocido como Aristide Bruant (Courtenay, 6 de mayo de 1851 - París, 10 de febrero de 1925), fue un cantautor de cabaré francés, y también actor y propietario de locales nocturnos. Es conocido como el hombre de la bufanda roja y la capa negra por los famosos carteles de Henri de Toulouse-Lautrec.
Nació en el pueblo de Courtenay. A los 15 años, tras la muerte de su padre, dejó su hogar para buscar trabajo. En su camino a París, frecuentó las pequeñas tabernas de la clase trabajadora, donde se le dio la oportunidad de mostrar sus talentos musicales.
Aunque burgués de nacimiento, Bruant aprendió rápidamente el lenguaje popular, y lo usó en sus canciones contando la lucha de los pobres. Empezó en café-concerts y continuó con un show de comedia y canto que lo llevó a presentarse en el famoso cabaret Le Chat Noir. Usando chaqueta de terciopelo negro, botas altas y una larga bufanda roja, subió al escenario con el nombre de Aristide Bruant, y pronto se convirtió en una estrella en Montmartre. Cuando Henri de Toulouse-Lautrec empezó a frecuentar las tabernas y cabarés, Bruant fue uno de sus primeros amigos.
En 1885, Bruant abrió un cabaret en Montmartre al que llamó Les Mirlitons. Él era el cantante principal del local, aunque también contrataba a otros artistas, y, como maestro de ceremonias, usaba la sátira para burlarse de los ricachones que venían a "vivir como pobres" a Montmartre.

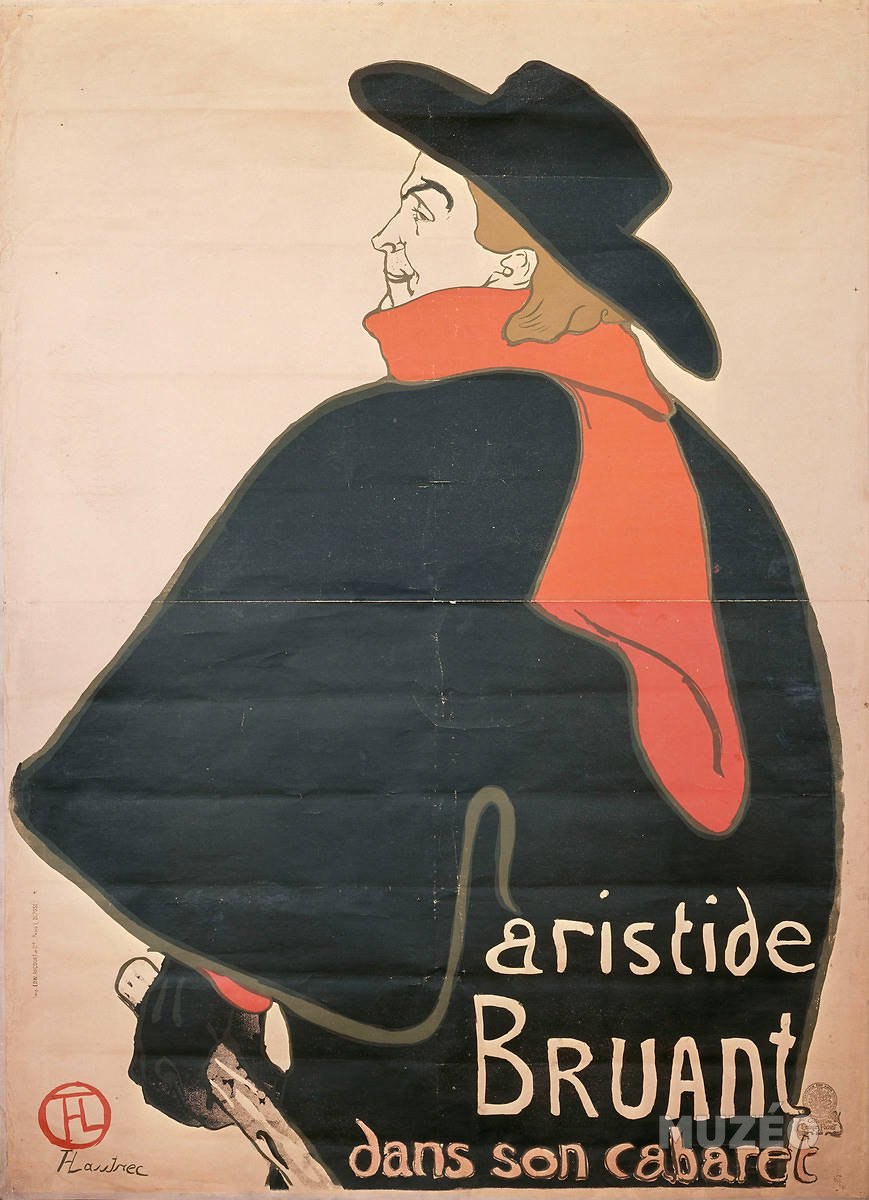
Un cartel de Henri de Toulouse-Lautrec.

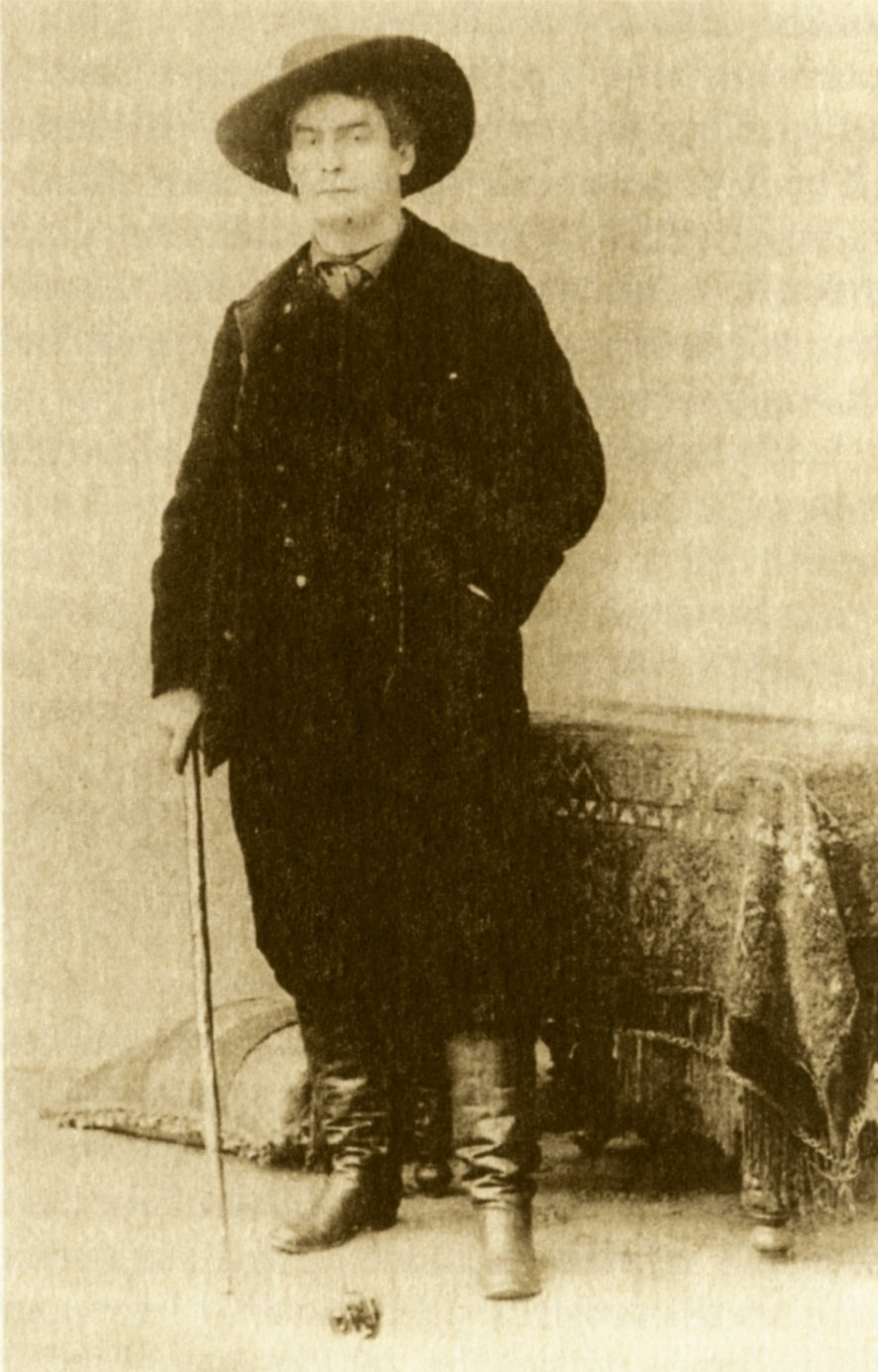
Aristide Bruant.

- Cita de Santiago Rusiñol sobre Aristide Bruant.

Para oír ese lenguaje del pueblo en toda su pureza y característica variedad hay que sentarse en una vetusta mesa de los Mirlitons y oír entonar a Bruant las coplas escritas y compuestas por él mismo. 

Todas las noches los pintores acuden a bandadas para escucharle (...) lámparas de hierro forjado, bajorrelieves con pátina amarillenta, croquis a la pluma, fragmentos de madera esculpida, vasos y ánforas de formas inesperadas, litografías de antaño y cien objetos más, rodean el retrato de Bruant y éste, paseándose con aire majestuoso, canta sus canciones más celebradas. 

Canta los crímenes de la Villette; canta el canal legendario de aguas enlutadas, con la guillotina en el fondo, elevándose en terrible silueta; canta las miserias en Menilmontant, con sus tortuosas callejuelas y sus solares desiertos, con la ortiga brotando del abandono, con su población miserable acampando alrededor del cementerio de Père Lachaise, en el que se ven desfilar los entierros como vagas apariciones; canta las hecatombes del matadero con el más ferviente realismo; canta las angustias de Saint Lazare con todos los horrores de aquel hospital inmenso; y con su voz cavernosa adquiere la solemnidad de un profeta que narra a su alegre auditorio las angustias todas, todas las desdichas que palpitan ignoradas, como en dilatado desierto, en este París que pone en música lo mismo sus glorias que sus más negras desventuras.

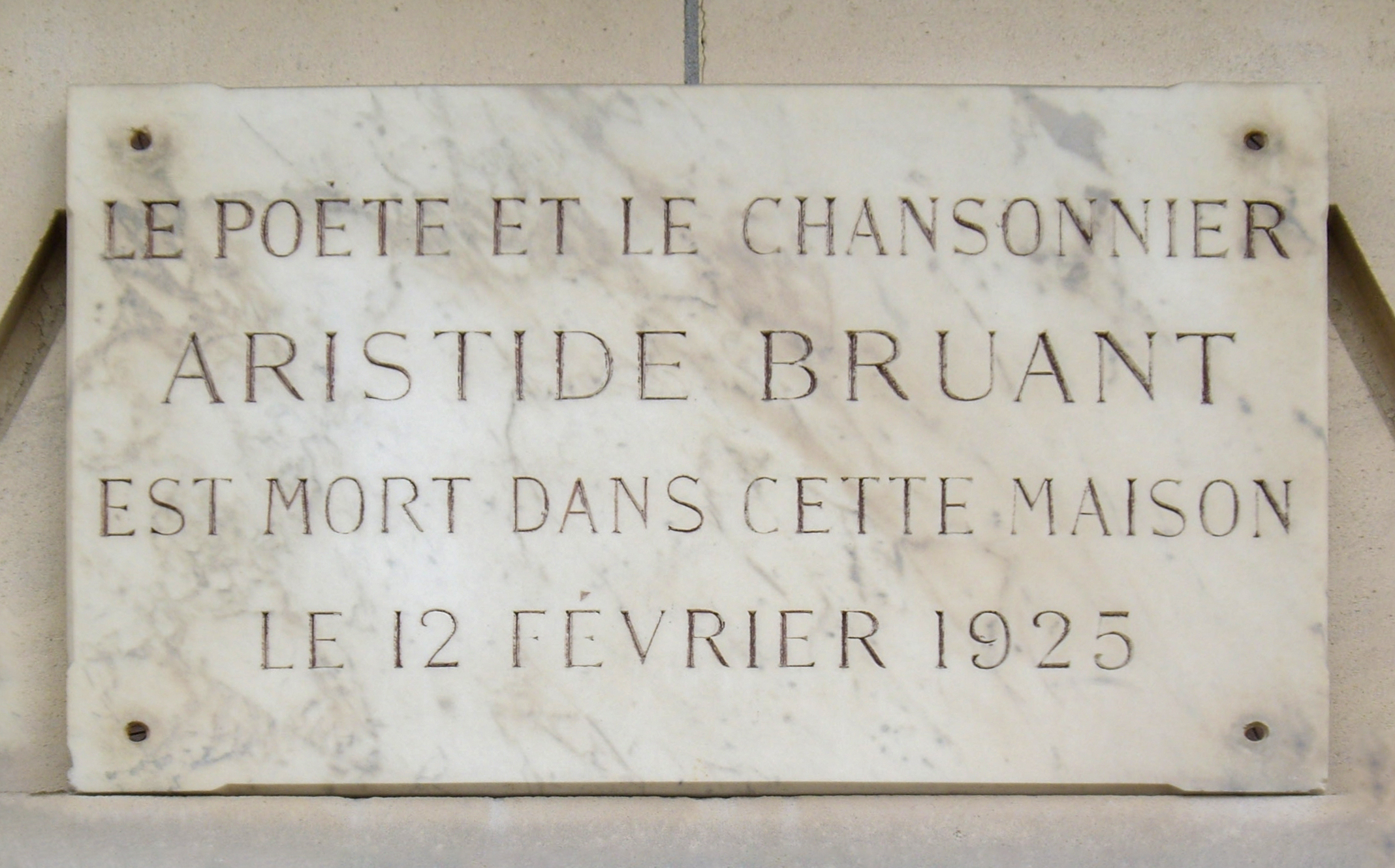
Placa conmemorativa.

Aristide Bruant murió en París y fue enterrado en el Cementerio de Subligny, cerca de su lugar de nacimiento. Una calle fue nombrada en su honor.

## Discografía
- Nini, peau d'chien. EMI France, 1991.